# 安芸津フェリー
安芸津フェリー株式会社（あきつフェリー）は、広島県東広島市安芸津町三津に本社を置く海運会社。東広島市唯一の港である安芸津港と大崎上島町大西港を結ぶフェリー航路を運航している。

## 概要
元は安芸津汽船有限会社として、大芝 - (安浦・竹原・大崎上島・大崎下島・豊島・上蒲刈島) - 仁方の航路を運航していた。
1964年、他4社とともに、1961年に設立された山陽商船による航路の集約・統合に参加、従来の航路を廃止し、山陽商船に継承されたが、安芸津汽船自体はその後も大芝 - 安芸津 - 大串 - 大西の航路運営を継続した。1966年3月1日には安芸津 - (大串) - 大西にフェリーが就航している。
その後大芝航路を廃止、1974年に増資の上、安芸津フェリー株式会社に社名を変更し、ほぼこの形態で2023年現在も安芸津 - 大西の定期航路を運航している。

## 航路

### 運航中の航路
- 安芸津港 - 大西港

距離9.5km、所要時間35分
第12やえしま、第15やえしまによる2隻体制で、一日16往復が設定されている。1月1日～3日は、始発便と最終便を運休する。
大崎上島町大串港寄港便は2008年7月15日に廃止された。
大崎上島と本州を結ぶ航路では、大崎汽船・山陽商船で構成する大崎フェリー同盟により、 垂水港・白水港発の航路が運航されている竹原港のほうが、便数が多く利便性が高いが、竹原港はJR呉線竹原駅から1.5kmほどの距離を、徒歩（約20分）またはバス（約10分）で移動しなければならない。
これに対し、安芸津港はJR呉線安芸津駅まで徒歩約5分と近いため、徒歩利用の場合は選択肢となり得る航路である。

### 過去の航路
いずれも安芸津汽船時代に廃止されている。
- 大芝 - 安浦 - 小松 - 風早 - 安芸津 - 吉名 - 竹原 - 鮴 - 木江 - 沖浦 - 明石 - 御手洗 - 大長 - 久比 - 豊島 - 大浦 - 宮盛 - 田戸 - 仁方

うち竹原～仁方を山陽商船が継承(書類上は航路新設)し、2023年現在はしまなみ海運が竹原～大長を高速船航路として運航している。
- 大芝 - 安芸津

1968年8月時点ですでに廃止。

## 船舶

### 就航中の船舶
- 第十二やえしま

1997年11月進水、1998年1月竣工。内海造船田熊工場建造。
336総トン、全長49.9m、全幅11.0m、出力1,600PS、航海速力11.5ノット、旅客定員280名
- 第十五やえしま

1990年6月進水、1990年6月竣工。神原造船建造。もと山陽商船「第二せと」。
375総トン、全長49.9m、全幅11.0m、出力1,600PS、航海速力11.5ノット、旅客定員250名

### 過去の船舶

#### 旅客船
- 第二安芸丸[7]

建造年不詳、木造、28.12総トン、焼玉機関、機関出力70ps、最大速力8.0ノット、旅客定員64名
- 第三八重島丸[1]

1956年3月進水、鋼船、60.55総トン、ディーゼル1基、機関出力200ps、最大速力10ノット、旅客定員92名
- 第五やえしま[8]

1959年9月竣工、木造、山陽商船へ移籍
41.74総トン、登録長17.50m、型幅4.00m、型深さ1.70m、ディーゼル1基、機関出力75ps、最大速力9ノット、旅客定員150名。
- 第七やえしま[8]

1961年11月竣工、村上造船所建造、木造、山陽商船が用船
66.01総トン、登録長21.10m、型幅4.75m、型深さ1.85m、ディーゼル1基、機関出力160ps、最大速力10.5ノット、旅客定員131名
- やえしま丸[9]

1957年9月進水、木造、4.80総トン、ディーゼル1基、機関出力22ps、最大速力8ノット、旅客定員20名

#### フェリー
- たけしま[9]

1961年4月進水、山陽商船より用船
28.35総トン、ディーゼル1基、機関出力45ps、最大速力7ノット、旅客定員58名、乗用車1台
- 大安[9]

1965年11月進水、個人船主所有
76.30総トン、ディーゼル1基、機関出力180ps、最大速力9ノット、旅客定員45名
- わかなみ[6]

1960年3月進水
35.14総トン、ディーゼル1基、機関出力60ps、最大速力8ノット、旅客定員69名
- やえしま[11]

1970年4月竣工、備南船舶工業建造。船舶整備公団共有
122.83総トン、登録長24.75m、型幅7.00m、型深さ2.60m、ディーゼル1基、機関出力350ps、航海速力10.00ノット
旅客定員150名、大型トラック2台・乗用車2台
- 第二さんよう[12]

1968年11月進水、山陽商船より用船
135.51総トン、ディーゼル、機関出力350ps、航海速力9ノット、旅客定員96名
- 第二おれんじ[13]

1968年6月進水、もと山陽商船
135.67総トン、ディーゼル、機関出力290ps、航海速力9.3ノット、旅客定員95名
- 第十一さんよう[14]

1968年8月進水、山陽商船より用船
183.74総トン、ディーゼル1基、機関出力500ps、航海速力10ノット、旅客定員196名
- 第十二さんよう[15]

1969年5月進水、山陽商船より用船、のち買船
185.36総トン、ディーゼル1基、機関出力500ps、航海速力10.80ノット、旅客定員116名
- 第二やえしま[16]

1970年12月竣工、備南船舶工業建造。もと芸備商船「第七がんね」を用船・改名、引退後、三光汽船に売船。
197.85総トン、全長32.00m、型幅7.80m、型深さ2.80m、機関出力700ps、航海速力11.0ノット、旅客定員350名、大型車4台または乗用車15台
- 第五いくち[17]

1973年3月竣工、備南船舶工業建造。芸備商船から尾道瀬戸田フェリーを経て1983年に買船。引退後個人船主に売船、「みかど丸」に改名。
196.81総トン、全長33.50m、型幅7.80m、型深さ2.90m、機関出力700ps、航海速力11.5ノット、旅客定員300名、10tトラック4台または乗用車20台
- 第八やえしま[17]

1973年11月竣工、神原造船建造。もと山陽商船「第二たるみ」。
221.78総トン、全長33.80m、型幅10.00m、型深さ2.90m、機関出力910ps、航海速力7.50ノット、旅客定員210名、トラック15台
- 第十やえしま[19]

1987年8月竣工、神原造船建造。もと蒲刈フェリー「ななくに丸」。引退後、しまなみ海運に売船。
264総トン、全長43.20m、型幅10.40m、型深さ3.20m、機関出力950ps、航海速力10.00ノット、旅客定員250名